# Schlat
Schlat är en kommun och ort i Landkreis Göppingen i regionen Stuttgart i Regierungsbezirk Stuttgart i förbundslandet Baden-Württemberg i Tyskland.
Kommunen ingår i kommunalförbundet Göppingen tillsammans med staden Göppingen och kommunerna Wäschenbeuren och Wangen.